# 李行志 (明朝)
參數所指定的目標頁面不存在，建議更正成存在頁面或直接建立下列一個頁面（建立前請先搜尋是否有合適的存在頁面可以取代）：
- 李行志

李行志（？—？），榜名趙行志，字仲升，號鹏南，河南开封府陈州项城县军籍。

## 生平
先世怀庆修武人，明正德中始籍项城。赋质魁梧，天性朴厚。幼好读书，足不履户外，偕兄尚志受业天中彭先生门，学成渊博，有声士林。万历三十七年（1609年）己酉科河南乡试举人，四十一年（1613年）癸丑科進士，户部觀政，授益都知县，四十四年考察，改荆州府儒學教授，四十六年升岳州府推官。天啓元年升南京工部都水司主事，因先從曾祖母姓趙，天啓四年奉旨復李姓，本年升户部员外郎，五年升郎中，本年升任湖广德安府知府。天啓五年左副都御史杨涟死于镇抚司狱，复有抚按严提家属追赃之旨，杨家房屋鬻尽，孀母寄居城楼，延及三党，填满囹圄，德安知府李行志、应山县令夏之彦书文为募，捐俸倡首，士民好义者倾家助之，只能完一万馀两。
崇祯元年二月，升四川按察司副使、分守川西道，丁艰归。四年起補山东临清兵备副使，晋参政、按察使，致仕归。居乡笃孝友，敦齒讓，恂恂里巷，恤穷赈窘，奖进后学。文章行谊，卓冠一时。注小学忠孝经、女誡若干卷，尤精声韵之学，别著《字音彙》、《切韵发微》等书行于世。既殁二十年，邑人士尤思之。

## 家族
曾祖趙源。祖趙山。父趙景芳，乡宾。子李鼎器，贡生；孙李哲，字鑑公，国学生。